# Parlamentswahl in Bulgarien Oktober 2024
- BSP: 19
- APS: 19
- DPS: 29
- PP–DB: 36
- GERB: 66
- ITN: 17
- METsch: 11
- Welit.: 10
- W: 33

- BSP: 20
- APS: 19
- DPS: 30
- PP–DB: 37
- GERB: 69
- ITN: 18
- METsch: 12
- W: 35

Die Parlamentswahl in Bulgarien am 27. Oktober 2024 war bereits die zweite vorgezogene Neuwahl in diesem Jahr, nachdem erneut keine Regierungsmehrheit im Parlament gebildet werden konnte. Zu der Wahl, bei der die 240 Abgeordneten der bulgarischen Nationalversammlung (Narodno Sabranie) gewählt wurden, traten insgesamt 19 Parteien und neun Koalitionen an.
Die Wahl wurde erneut klar von GERB gewonnen, die Regierungsbildung wurde durch die zersplitterte Parteienlandschaft allerdings erschwert. Im Gegensatz zu vorherigen Wahlen gelang es nun jedoch, eine regierungsfähige Koalition zu bilden. Der Regierung Scheljaskow gehören neben GERB auch die linke Bulgarische Sozialistische Partei (BSP) und Es gibt ein solches Volk (ITN) an. Die Minderheitsregierung wird von der Bewegung für Rechte und Freiheiten (DPS) gestützt.
Im März 2025 wurde durch das Verfassungsgericht eine Neuauszählung angeordnet, in deren Folge auch Welitschie in das Parlament einzog.

## Ausgangslage
Diese Parlamentswahl war die siebte in dreieinhalb Jahren. Zuvor waren die Bulgaren bereits 2021 im April, Juli und November, 2022 im Oktober, im April 2023 sowie im Juni 2024 zu den Urnen gerufen worden. Ursache dieser Instabilität war die politische Inkompatibilität bzw. fehlende Kompromissbereitschaft der Parteien, die nach den Wahlen nie eine Koalitionsregierung bilden konnten. So amtierten immer geschäftsführende Regierungen ohne echte parlamentarische Rückendeckung, die dementsprechend auch keine größeren Projekte umsetzen oder Reformen anstoßen konnten. 
Die politische Stagnation führte auch dazu, dass Bulgarien Gefahr lief, milliardenschwere EU-Subventionen zum Umbau der Energieinfrastruktur zu verlieren, da das Land die gesetzten Bedingungen nicht erfüllte. 
Die Wähler reagierten auf die politische Dauerkrise mit zunehmender Wahlmüdigkeit. Für die anstehende Wahl wurde eine Beteiligung von nur 30 Prozent erwartet. Außerdem fanden populistische Gruppierungen zunehmend Gehör. Die einflussreichste, die prorussische, antieuropäische und nationalistische „Wiedergeburt“, erst seit 2021 im Parlament vertreten, konnte nach Umfragen hoffen, ihren Stimmenanteil auf etwa 15 Prozent zu erhöhen, dreimal so viel wie noch 2021.

### Parlamentswahl im Juni
Bei der letzten Wahl im Juni 2024 behauptete die konservative GERB die Stellung auf dem ersten Platz. Die DPS konnte ihr Ergebnis steigern und erreichte den zweiten Platz. Das Reformbündnis Wir setzen den Wandel fort – Demokratisches Bulgarien (PP-DB) musste massive Stimmenverluste hinnehmen und fiel auf den dritten Platz zurück. Die rechtsextreme Partei Wiedergeburt und die Bulgarische Sozialistische Partei  (BSP) mussten leichte Verluste hinnehmen, während die populistische Es gibt ein solches Volk (ITN) und die pro-russische Welitschie Stimmenzuwächse verzeichneten. Die drei Versuche zur Regierungsbildung sind im Nachgang der Parlamentswahl gescheitert, so dass Präsident Rumen Radew nach einigen Debatten um eine eventuelle neue Übergangsregierungschefin Goriza Grantscharowa-Koscharewa und deren Beibehaltung des umstrittenen Innenministers Kalin Stojanow die zweite Übergangsregierung unter Dimitar Glawtschew ernannte, welche die Neuwahl organisieren sollte.

### Spaltung der Bewegung für Rechte und Freiheiten
Nach der vergangenen Wahl kam es in der Bewegung für Rechte und Freiheiten (DPS) zum Streit zwischen Co-Parteivorsitzendem Deljan Peewski und dem Gründer und Ehrenvorsitzenden Ahmed Dogan. Während Peewski auf die konservative GERB zugehen wollte und deren Kabinettsvorschlag im Parlament unterstützte, folgte ein Drittel der Fraktion dem Aufruf Dogans und lehnte das Kabinett ab. Der Streit entbrannte schließlich in Dogans Aufruf zum Rücktritt Peewskis, worauf dessen Unterstützer mit dem Ausschluss von 17 Abgeordneten aus der Fraktion, darunter der Co-Vorsitzende Dschewdet Tschakarow, antworteten. Insgesamt ist die Fraktion im Juli gar von 47 auf 22 Abgeordnete geschrumpft. Zur Neuwahl hatten sowohl der Flügel um Peewski als auch der Flügel um Dogan konkurrierende Koalitionslisten unter Beteiligung der DPS eingereicht. Nachdem die Wahlkommission zunächst beide Listen abgelehnt hatte, bekam Peewski am 11. September gerichtlich die Wahlteilnahme der DPS zugesprochen. Das Lager um Dogan tritt daher unter dem Namen Allianz für Rechte und Freiheiten an.

## Parteien
| #  | Liste | Parteien                                                                                 | Wahl Juni 2024     | Wahl Juni 2024 |
| #  | Liste | Parteien                                                                                 | Prozent            | Mandate        |
| -- | --- | ---------------------------------------------------------------------------------------- | ------------------ | -------------- |
| 1  | Demokrati sa Otgowornost, Swoboda i Tolerantnost (DOST)                                                           | Demokrati sa Otgowornost, Swoboda i Tolerantnost (DOST)                                  | –                  | –              |
| 2  | Glas naroden | Glas naroden                                                                             | 0,3 %              | –              |
| 3  | Sozialistitscheska Partija Balgarski Pat                                                                          | Sozialistitscheska Partija Balgarski Pat                                                 | –                  | –              |
| 4  | Welitschie | Welitschie                                                                               | 4,6 %              | 13             |
| 5  | Bulgari | Bulgari                                                                                  | –                  | –              |
| 6  | Moja Strana Balgarija                                                                                             | Obedinena Sozialdemokrazija                                                              | (Solidar.BG)       | –              |
| 6  | Moja Strana Balgarija                                                                                             | Balgarskata Lewiza                                                                       | (Solidar.BG)       | –              |
| 7  | Es gibt ein solches Volk (ITN) Ima Takaw Narod                                                                    | Es gibt ein solches Volk (ITN) Ima Takaw Narod                                           | 6,0 %              | 16             |
| 8  | Bewegung für Rechte und Freiheiten – Neuanfang Dwischenie sa Prawa i Swobodi – Nowo Natschalo                     | Bewegung für Rechte und Freiheiten (DPS) Dwischenie sa Prawa i Swobodi                   | 17,1 %             | 47             |
| 8  | Bewegung für Rechte und Freiheiten – Neuanfang Dwischenie sa Prawa i Swobodi – Nowo Natschalo                     | Nowite Lideri                                                                            | –                  | –              |
| 8  | Bewegung für Rechte und Freiheiten – Neuanfang Dwischenie sa Prawa i Swobodi – Nowo Natschalo                     | Balgarski Glassa                                                                         | –                  | –              |
| 9  | Brigada | Brigada                                                                                  | –                  | –              |
| 10 | Partija na selenite                                                                                               | Partija na selenite                                                                      | 0,3 %              | –              |
| 11 | Prawoto | Prawoto                                                                                  | –                  | –              |
| 12 | Wiedergeburt Wasraschdane                                                                                         | Wiedergeburt Wasraschdane                                                                | 13,8 %             | 38             |
| 13 | Allianz für Rechte und Freiheiten (APS) Alians sa Prawa i Swobodi                                                 | Sprawedliwa Balgarija Obedinenie Rodoljubzi                                              | –                  | –              |
| 13 | Allianz für Rechte und Freiheiten (APS) Alians sa Prawa i Swobodi                                                 | Semedelski Naroden Sajus                                                                 | (Sinja BG)         | –              |
| 14 | Balgarski Nazionalen Sajus – Nowa Demokrazija                                                                     | Balgarski Nazionalen Sajus – Nowa Demokrazija                                            | 0,1 %              | –              |
| 15 | Balgarski Sajus sa Direktna Demokrazija (BSDD)                                                                    | Balgarski Sajus sa Direktna Demokrazija (BSDD)                                           | 0,0 %              | –              |
| 16 | Blaues Bulgarien (SB) Sinja Balgarija                                                                             | Konserwatiwno Obedinenie na Desnizata (KOD)                                              | 1,6 %              | –              |
| 16 | Blaues Bulgarien (SB) Sinja Balgarija                                                                             | Balgarski Demokratitscheski Forum                                                        | 1,6 %              | –              |
| 16 | Blaues Bulgarien (SB) Sinja Balgarija                                                                             | Dwischenie Demokratitschno Dejstwie (D3)                                                 | 1,6 %              | –              |
| 16 | Blaues Bulgarien (SB) Sinja Balgarija                                                                             | Bulgarische Neue Demokratie Balgarska Nowa Demokrazija                                   | 1,6 %              | –              |
| 16 | Blaues Bulgarien (SB) Sinja Balgarija                                                                             | Konserwatiwna Balgarija                                                                  | 1,6 %              | –              |
| 16 | Blaues Bulgarien (SB) Sinja Balgarija                                                                             | Radikaldemokratische Partei in Bulgarien Radikaldemokratitscheska Partija w Balgarija    | 1,6 %              | –              |
| 16 | Blaues Bulgarien (SB) Sinja Balgarija                                                                             | Obedineni Semedelzi                                                                      | –                  | –              |
| 17 | Moral, Edinstwo, Tschest (METsch)                                                                                 | Moral, Edinstwo, Tschest (METsch)                                                        | 3,0 %              | –              |
| 18 | GERB-SDS | GERB                                                                                     | 24,7 %             | 68             |
| 18 | GERB-SDS | Union der Demokratischen Kräfte (SDS) Sajus na Demokratitschnite Sili                    | 24,7 %             | 68             |
| 19 | Ataka | Ataka                                                                                    | –                  | –              |
| 20 | Narodna Partija Istinata i Samo Istinata                                                                          | Narodna Partija Istinata i Samo Istinata                                                 | 0,1 %              | –              |
| 21 | Prjaka Demokrazija                                                                                                | Prjaka Demokrazija                                                                       | 0,2 %              | –              |
| 22 | Swobodni Isbirateli                                                                                               | Selen Sajus                                                                              | –                  | –              |
| 22 | Swobodni Isbirateli                                                                                               | Republikaner für Bulgarien Republikanzi sa Balgarija                                     | –                  | –              |
| 22 | Swobodni Isbirateli                                                                                               | Sajus na Swobodnite Demokrati                                                            | –                  | –              |
| 23 | Balgarija na Truda i Rasuma (BTR)                                                                                 | Balgarija na Truda i Rasuma (BTR)                                                        | –                  | –              |
| 24 | Kompetentnost, Otgowornost i Istina (KOJ)                                                                         | Kompetentnost, Otgowornost i Istina (KOJ)                                                | (Nie Graschdanite) | –              |
| 25 | Russofili sa Balgarija                                                                                            | Balgarska Komunistitscheska Partija                                                      | 0,1 % (Neutral.BG) | –              |
| 25 | Russofili sa Balgarija                                                                                            | Partija na Balgarskite Komunisti                                                         | 0,1 % (Neutral.BG) | –              |
| 25 | Russofili sa Balgarija                                                                                            | Russofili sa Wasraschdane na Otetschestwoto                                              | 0,1 % (Neutral.BG) | –              |
| 26 | Wir setzen den Wandel fort–Demokratisches Bulgarien (PP-DB) Prodalschawame Promjanata – Demokratitschna Balgarija | Wir setzen den Wandel fort (PP) Prodalschawame Promjanata                                | 14,3 %             | 39             |
| 26 | Wir setzen den Wandel fort–Demokratisches Bulgarien (PP-DB) Prodalschawame Promjanata – Demokratitschna Balgarija | Ja, Bulgarien! (DaB) Dwischenie Da Balgarija                                             | 14,3 %             | 39             |
| 26 | Wir setzen den Wandel fort–Demokratisches Bulgarien (PP-DB) Prodalschawame Promjanata – Demokratitschna Balgarija | Demokraten für ein starkes Bulgarien (DSB) Demokrati sa Silna Balgarija                  | 14,3 %             | 39             |
| 27 | Bulgarischer Aufstieg (BW) Balgarski Waschod                                                                      | Bulgarischer Aufstieg (BW) Balgarski Waschod                                             | 0,6 %              | –              |
| 28 | BSP – Vereinigte Linke BSP – Obedinena Lewiza                                                                     | Bulgarische Sozialistische Partei (BSP) Balgarska Sozialistitscheska Partija             | 7,1 % (BSP)        | 19             |
| 28 | BSP – Vereinigte Linke BSP – Obedinena Lewiza                                                                     | Polititscheski Klub „Ekoglasnost“                                                        | 7,1 % (BSP)        | 19             |
| 28 | BSP – Vereinigte Linke BSP – Obedinena Lewiza                                                                     | Polititscheski Klub „Trakija“                                                            | 7,1 % (BSP)        | 19             |
| 28 | BSP – Vereinigte Linke BSP – Obedinena Lewiza                                                                     | Steh auf Bulgarien (IS.BG) Isprawi se Balgarija                                          | 1,5 % (Solidar.BG) | –              |
| 28 | BSP – Vereinigte Linke BSP – Obedinena Lewiza                                                                     | Alternative für die Bulgarische Wiedergeburt (ABW) Alternatiwa sa Balgarsko Wasraschdane | 0,7 % (L!)         | –              |
| 28 | BSP – Vereinigte Linke BSP – Obedinena Lewiza                                                                     | Bewegung 21 Dwischenie 21                                                                | 0,7 % (L!)         | –              |
| 28 | BSP – Vereinigte Linke BSP – Obedinena Lewiza                                                                     | Polititschesko Dwischenie Sozialdemokrati                                                | 0,7 % (L!)         | –              |
| 28 | BSP – Vereinigte Linke BSP – Obedinena Lewiza                                                                     | Balgarska Sozialdemokrazija – Ewrolewiza (BSDE)                                          | 0,1 % (Rosata)     | –              |
| 28 | BSP – Vereinigte Linke BSP – Obedinena Lewiza                                                                     | Ewropejska Sigurnost i Integrazija (ESI)                                                 | –                  | –              |
| 28 | BSP – Vereinigte Linke BSP – Obedinena Lewiza                                                                     | Dwischenie sa sozialen chumanisam                                                        | –                  | –              |
| 28 | BSP – Vereinigte Linke BSP – Obedinena Lewiza                                                                     | Partija MIR                                                                              | –                  | –              |
| 28 | BSP – Vereinigte Linke BSP – Obedinena Lewiza                                                                     | Komunistitscheska Partija na Balgarija                                                   | (Neutral.BG)       | –              |
| 28 | BSP – Vereinigte Linke BSP – Obedinena Lewiza                                                                     | Balgarskata Prolet                                                                       | (Nie Graschdanite) | –              |
| 28 | BSP – Vereinigte Linke BSP – Obedinena Lewiza                                                                     | Sajus sa Otetschestwoto                                                                  | –                  | –              |
| 28 | BSP – Vereinigte Linke BSP – Obedinena Lewiza                                                                     | Podem                                                                                    | –                  | –              |
| 29 | Chawdar Iwanow Popow                                                                                              | Parteiloser                                                                              | –                  | –              |

## Umfragen
| Institut             | Datum      | GERB   | SDS    | APS a  | DPS b  | PP     | DB     | W      | BSP     | ITN   | Wel.  | METsch | SB    | Sonst. |
| -------------------- | ---------- | ------ | ------ | ------ | ------ | ------ | ------ | ------ | ------- | ----- | ----- | ------ | ----- | ------ |
| Alpha Research       | 24.10.2024 | 26,5 % | 26,5 % | 7,9 %  | 7,4 %  | 14,9 % | 14,9 % | 14,2 % | 7,2 %   | 6,1 % | 2,6 % | 3,8 %  | 2,7 % | 6,7 %  |
| Market Links         | 22.10.2024 | 27,2 % | 27,2 % | 9,3 %  | 8,1 %  | 16,0 % | 16,0 % | 14,9 % | 7,9 %   | 5,2 % | 4,1 % | 1,8 %  | 3,1 % | 2,0 %  |
| Sova Haris           | 22.10.2024 | 25,6 % | 25,6 % | 8,7 %  | 6,5 %  | 14,7 % | 14,7 % | 14,5 % | 9,8 %   | 6,8 % | 4,2 % | 3,1 %  | 1,6 % | 4,1 %  |
| Mediana              | 14.10.2024 | 27,7 % | 27,7 % | 9,8 %  | 5,6 %  | 13,9 % | 13,9 % | 15,5 % | 10,0 %  | 7,9 % | –     | 2,7 %  | 3,4 % | 3,7 %  |
| Gallup International | 14.10.2024 | 25,7 % | 25,7 % | 8,3 %  | 6,9 %  | 16,6 % | 16,6 % | 15,4 % | 7,1 %   | 6,3 % | 3,2 % | 3,8 %  | 1,1 % | 5,7 %  |
| Market Links         | 04.10.2024 | 27,1 % | 27,1 % | 9,8 %  | 7,5 %  | 16,5 % | 16,5 % | 15,5 % | 6,3 %   | 4,0 % | 3,8 % | –      | –     | 9,4 %  |
| Trend                | 27.09.2024 | 24,8 % | 24,8 % | 8,5 %  | 5,8 %  | 15,1 % | 15,1 % | 15,6 % | 6,9 %   | 6,9 % | 3,4 % | 3,5 %  | 1,6 % | 7,9 %  |
| Alpha Research       | 26.09.2024 | 26,0 % | 26,0 % | 8,6 %  | 6,6 %  | 15,7 % | 15,7 % | 15,4 % | 6,8 %   | 5,9 % | 3,5 % | 3,0 %  | 2,8 % | 5,5 %  |
| Wahl Juni 2024       | 09.06.2024 | 24,7 % | 24,7 % | 17,1 % | 17,1 % | 14,3 % | 14,3 % | 13,8 % | 9,4 % c | 6,0 % | 4,6 % | 3,0 %  | 1,6 % | 7,7 %  |

## Ergebnis

Stärkste Partei und Verteilung der Abgeordneten nach Wahlkreisen (Oktober 2024)

Im Vergleich zur Vorwahl zeigten sich bei der Auszählung im Oktober 2024 überschaubare Veränderungen. Zwar gewann die konservative GERB (in Koalition mit der SDS) leicht an Stimmen dazu und kam auf das beste Ergebnis der letzten Jahre, allerdings war die politische Landschaft weiter stark zersplittert, sodass ihr Spitzenkandidat, der ehemalige Ministerpräsident Bojko Borissow, mindestens zwei Koalitionspartner zur Mehrheit in der Nationalversammlung brauchte. Das Parteienbündnis aus Wir setzen den Wandel fort (PP) und Demokratisches Bulgarien (DB) kam nahezu unverändert auf rund 14 Prozent, die rechtsextreme Wiedergeburt (Wasraschdane) verblieb erneut rund einen Prozentpunkt dahinter. Die vormals zweitstärkste Partei Bewegung für Rechte und Freiheiten (DPS) war intern gespalten und war bei der Wahl in zwei Lagern angetreten. Die Koalition DPS-Neuanfang mit offizieller Beteiligung der DPS unter Deljan Peewski kam auf elf Prozent, während die Allianz für Rechte und Freiheiten (APS) um Ahmed Dogan etwas über sieben Prozent erreichte. In der Summe konnten die beiden DPS-Fraktionen also sogar leicht dazugewinnen. Das linke Bündnis, das sich um die Bulgarische Sozialistische Partei (BSP) gesammelt hat, kam auf etwas über sieben Prozent, auch die ITN hat fast sieben Prozent der Stimmen erhalten. Neu ins Parlament eingezogen ist die national orientierte, populistische Partei Moral, Edinstwo, Tschest (METsch, übersetzt Moral, Einheit, Ehre), die erst Anfang des Jahres gegründet wurde.
In der ursprünglichen Auszählung im Oktober 2024 scheiterte die Welitschie laut Endergebnis äußerst knapp an der Sperrklausel von vier Prozent. Der Partei fehlten 21 Stimmen, um erneut in die Nationalversammlung einziehen zu können. Nach einer Klage durch Welitschie und Straßenprotesten entschied das Verfassungsgericht Bulgariens jedoch, dass Stimmen neu ausgezählt werden müssen, nachdem bei einer Überprüfung in 2.204 der insgesamt 12.960 Wahllokale zahlreiche Unregelmäßigkeiten aufgedeckt wurden. Infolge der Neuauszählung im März 2025 überschritt der Stimmenanteil Welitschies die Vier-Prozent-Hürde, weshalb die Partei wieder mit 10 Mandaten in das Parlament einziehen konnte. Die anderen Parteien müssen entsprechend auf Mandate verzichten.
| Listen                                                                                 | Listen | Auszählung im Oktober 2024 | Auszählung im Oktober 2024 | Auszählung im Oktober 2024 | Auszählung im Oktober 2024 | Neuauszählung im März 2025 | Neuauszählung im März 2025 | Neuauszählung im März 2025 | Neuauszählung im März 2025 |
| Listen                                                                                 | Listen | Stimmen                    | %                          | Mandate                    | +/−                        | Stimmen                    | %                          | Mandate                    | +/−                        |
| -------------------------------------------------------------------------------------- | --- | -------------------------- | -------------------------- | -------------------------- | -------------------------- | -------------------------- | -------------------------- | -------------------------- | -------------------------- |
|                                                                                        | GERB-SDS | 642.973                    | 26,4                       | 69                         | ▲1                         | 642.521                    | 26,4                       | 66                         | ▼2                         |
|                                                                                        | Wir setzen den Wandel fort–Demokratisches Bulgarien (PP-DB) Prodalschawame Promjanata – Demokratitschna Balgarija | 346.063                    | 14,2                       | 37                         | ▼2                         | 346.074                    | 14,2                       | 36                         | ▼3                         |
|                                                                                        | Wiedergeburt Wasraschdane                                                                                         | 325.466                    | 13,4                       | 35                         | ▼3                         | 325.358                    | 13,4                       | 33                         | ▼5                         |
|                                                                                        | Bewegung für Rechte und Freiheiten – Neuanfang Dwischenie sa Prawa i Swobodi – Nowo Natschalo                     | 281.356                    | 11,5                       | 30                         | ▼17                        | 280.246                    | 11,5                       | 29                         | ▼18                        |
|                                                                                        | BSP – Vereinigte Linke BSP – Obedinena Lewiza                                                                     | 184.403                    | 7,6                        | 20                         | ▲1                         | 184.361                    | 7,6                        | 19                         | ▬                          |
|                                                                                        | Allianz für Rechte und Freiheiten (APS) Alians sa Prawa i Swobodi                                                 | 182.253                    | 7,5                        | 19                         | Neu                        | 182.254                    | 7,5                        | 19                         | Neu                        |
|                                                                                        | Es gibt ein solches Volk (ITN) Ima Takaw Narod                                                                    | 165.160                    | 6,8                        | 18                         | ▲2                         | 165.191                    | 6,8                        | 17                         | ▲1                         |
|                                                                                        | Moral, Edinstwo, Tschest (METsch)                                                                                 | 111.965                    | 4,6                        | 12                         | ▲12                        | 111.993                    | 4,6                        | 11                         | ▲11                        |
|                                                                                        | Welitschie | 97.438                     | 4,0                        | –                          | ▼13                        | 97.497                     | 4,0                        | 10                         | ▼3                         |
|                                                                                        | Blaues Bulgarien (SB) Sinja Balgarija                                                                             | 26.054                     | 1,1                        | –                          | ▬                          | 26.045                     | 1,1                        | –                          | ▬                          |
|                                                                                        | Bulgarischer Aufstieg (BW) Balgarski Waschod                                                                      | 10.318                     | 0,4                        | –                          | ▬                          | 10.311                     | 0,4                        | –                          | ▬                          |
|                                                                                        | Russofili sa Balgarija                                                                                            | 8.860                      | 0,4                        | –                          | Neu                        | 8.855                      | 0,4                        | –                          | Neu                        |
|                                                                                        | Prjaka Demokrazija                                                                                                | 7.952                      | 0,3                        | –                          | ▬                          | 7.933                      | 0,3                        | –                          | ▬                          |
|                                                                                        | Glas naroden | 7.298                      | 0,3                        | –                          | ▬                          | 7.289                      | 0,3                        | –                          | ▬                          |
|                                                                                        | Swobodni Isbirateli                                                                                               | 6.293                      | 0,3                        | –                          | Neu                        | 6.290                      | 0,3                        | –                          | Neu                        |
|                                                                                        | Partija na selenite                                                                                               | 4.897                      | 0,2                        | –                          | ▬                          | 4.900                      | 0,2                        | –                          | ▬                          |
|                                                                                        | Ataka | 3.965                      | 0,2                        | –                          | Neu                        | 3.972                      | 0,2                        | –                          | Neu                        |
|                                                                                        | Moja Strana Balgarija                                                                                             | 2.781                      | 0,1                        | –                          | Neu                        | 2.771                      | 0,1                        | –                          | Neu                        |
|                                                                                        | Istinata i Samo Istinata                                                                                          | 2.463                      | 0,1                        | –                          | ▬                          | 2.460                      | 0,1                        | –                          | ▬                          |
|                                                                                        | Prawoto | 2.360                      | 0,1                        | –                          | Neu                        | 2.350                      | 0,1                        | –                          | Neu                        |
|                                                                                        | Demokrati sa Otgowornost, Swoboda i Tolerantnost (DOST)                                                           | 2.260                      | 0,1                        | –                          | Neu                        | 2.253                      | 0,1                        | –                          | Neu                        |
|                                                                                        | Balgarski Nazionalen Sajus – Nowa Demokrazija                                                                     | 2.230                      | 0,1                        | –                          | ▬                          | 2.225                      | 0,1                        | –                          | ▬                          |
|                                                                                        | Kompetentnost, Otgowornost i Istina (KOJ)                                                                         | 2.022                      | 0,1                        | –                          | Neu                        | 2.014                      | 0,1                        | –                          | Neu                        |
|                                                                                        | Bulgari | 1.737                      | 0,1                        | –                          | Neu                        | 1.727                      | 0,1                        | –                          | Neu                        |
|                                                                                        | Balgarski Sajus sa Direktna Demokrazija (BSDD)                                                                    | 1.694                      | 0,1                        | –                          | ▬                          | 1.694                      | 0,1                        | –                          | ▬                          |
|                                                                                        | Sozialistitscheska Partija Balgarski Pat                                                                          | 1.570                      | 0,1                        | –                          | Neu                        | 1.555                      | 0,1                        | –                          | Neu                        |
|                                                                                        | Balgarija na Truda i Rasuma (BTR)                                                                                 | 1.444                      | 0,1                        | –                          | Neu                        | 1.445                      | 0,1                        | –                          | Neu                        |
|                                                                                        | Brigada | 1.181                      | 0,0                        | –                          | Neu                        | 1.173                      | 0,0                        | –                          | Neu                        |
|                                                                                        | Einzelbewerber – Chawdar Iwanow Popow                                                                             | 2.000                      | 0,1                        | –                          | Neu                        | 2.004                      | 0,1                        | –                          | Neu                        |
| Gesamt                                                                                 | Gesamt | 2.436.456                  | 100                        | 240                        | —                          | 2.434.761                  | 100                        | 240                        | —                          |
|                                                                                        | |                            |                            |                            |                            |                            |                            |                            |                            |
| Keine Liste                                                                            | Keine Liste | 82.619                     | 3,2                        |                            |                            | 82.414                     | 3,2                        |                            |                            |
| Ungültige Stimmen                                                                      | Ungültige Stimmen                                                                                                 | 51.554                     | 2,0                        |                            |                            | 53.454                     | 2,1                        |                            |                            |
| Wähler                                                                                 | Wähler | 2.570.629                  | 38,8                       |                            |                            | 2.570.629                  | 38,8                       |                            |                            |
| Wahlberechtigte                                                                        | Wahlberechtigte                                                                                                   | 6.619.877                  |                            |                            |                            | 6.619.877                  |                            |                            |                            |
|                                                                                        | |                            |                            |                            |                            |                            |                            |                            |                            |
| Quelle: Auszählung Oktober 2024 Ergebnis, № 3972-НС, Neuauszählung März 2025: Ergebnis | |                            |                            |                            |                            |                            |                            |                            |                            |

## Regierungsbildung
Wie bereits nach der vorherigen Wahl erteilte Präsident Rumen Radew Rossen Scheljaskow von der stärksten Partei GERB den Auftrag zur Regierungsbildung. Diesmal konnte Scheljaskow erfolgreich eine Regierung bilden. Neben der GERB (69 Sitze) gehören dieser die BSP (20) und die ITN (18) an. Damit verfügte die Regierung über 107 Mandate und keine eigene Mehrheit. Sie wurde jedoch von DPS (30 Mandate) unterstützt. Am 16. Januar 2025 wurde Scheljaskow zum bulgarischen Ministerpräsidenten gewählt.